# En finir avec Eddy Bellegueule
En finir avec Eddy Bellegueule est un roman autobiographique français écrit par Édouard Louis, paru aux éditions du Seuil en janvier 2014.

## Structure et récit
Dédié à Didier Eribon, dont l'auteur a apprécié le Retour à Reims, ce premier roman d'Édouard Louis est constitué de deux parties, nommées « Livre I » et « Livre II » et intitulées « Picardie (fin des années 1990 - début des années 2000) » et « L'échec et la fuite », suivies d'un épilogue. En épigraphe figure une citation de Marguerite Duras : « Pour la première fois mon nom prononcé ne nomme pas ».
En finir avec Eddy Bellegueule narre l'enfance et l'adolescence d'Eddy Bellegueule (« patronyme originel » de l'auteur) dans un village de Picardie, le rejet qu'il subit à cause de ses manières efféminées de la part des gens du village et de sa propre famille, les violences et les humiliations qu'il endure dans un milieu où l'on n'aime pas les « pédés ». Les expériences que relate le narrateur dépeignent un univers où la misère et l'alcool accompagnent une reproduction sociale qui amène les femmes à devenir caissières après avoir abandonné leurs études et les hommes à passer de l'école à l'usine. Eddy Bellegueule finit par prendre conscience de son attirance sexuelle pour les hommes, et de son dégoût pour les relations hétérosexuelles, mais essaie de rentrer dans la norme. Devant le constat de son échec, il décide de fuir, et finit par quitter le chemin qui lui était tracé pour rejoindre un lycée d'Amiens où il découvre une autre classe sociale, dont les codes sont différents.

## Accueil critique et analyse
Pierre Vavasseur parle d'« un premier roman qui met le feu aux poudres de la rentrée » et note l'enthousiasme de la presse et des critiques. Pour François Busnel, Édouard Louis ajoute à la narration une analyse sociale, et son style, qui « superpose deux niveaux de langage », mis en évidence par la typographie, « donne sa force au livre ». Il conclut à propos de l'auteur : « Il ne juge pas, il dit. C'est en cela qu'il est un écrivain ». Le double niveau de langue est relevé aussi par Isabelle Curtet-Poulner dans Marianne, qui voit « deux mondes étanches » superposer leurs violences et parle à propos du roman de « petit chef-d'œuvre ».
« Édouard Louis a lu Bourdieu, il n'hésite pas à nommer les choses par leur nom : classes sociales, classe ouvrière… », note Didier Eribon qui relève « la prouesse » que constitue l'imbrication de deux registres linguistiques, pour en déduire que « la réussite littéraire est indéniable ». « Histoire d'un échec salutaire » selon Catherine Simon dans Le Monde, le livre est « d'une force et d'une vérité bouleversantes » pour la romancière Annie Ernaux.
Dans un article publié sur Fabula, Marc Escola écrit que « l'auteur explore l’enjeu du devenir homosexuel, tout en utilisant des outils d’analyse sociologique pour décrire le milieu populaire dont est issu le narrateur-personnage », « s'inscrivant dans la tradition française du récit de transfuge de classe (Ernaux, 1983 ; Eribon, 2009) ».
Le journaliste David Belliard a quant à lui dénoncé l'opposition simple effectuée par Édouard Louis, entre d'une part des classes populaires « violentes », « incultes » et « forcément racistes » et d'autre part des classes aisées « modernes », « apaisées » et « forcément tolérantes », ainsi que l'absence d'une réelle critique sociale qui « réassure la domination des codes et des fabuleux symboles bourgeois ».
Cependant, Edouard Louis nie tout mépris des classes populaires, affirmant à plusieurs reprises que le livre aurait pu s'intituler « les excuses sociologiques », et qu'il a le mérite au contraire de mettre à nu la réalité des rapports des dominations dans la société française. « Après avoir vécu cette enfance, je me disais que je ne pouvais pas écrire sur autre chose que sur cette réalité alors que d’autres continuaient à la vivre, que ce serait comme une perte de temps. Je pensais : “Il faut écrire sur cette violence, et dire qu’elle est vraie, contemporaine.” Et ça, visiblement, beaucoup de gens n’ont pas supporté », explique-t-il en 2016.

## Autour du livre
À la suite de la parution du livre et pour sa thématique, Édouard Louis reçoit en mars 2014 le prix Pierre Guénin contre l'homophobie et pour l’égalité des droits. Le communiqué de l'association SOS Homophobie explique qu'« Édouard Louis permet de prendre conscience de l’imprégnation de l’homophobie dans le quotidien des personnes LGBT ».
Si En finir avec Eddy Bellegueule évoque l'éveil du narrateur à l'homosexualité, l'auteur affirme, dans une interview pour La Grande Librairie : « Mon livre parle moins, je crois, de la sexualité, de la découverte de la sexualité, que de l'impossibilité de la sexualité ».
En 2021, Édouard Louis annonce que le réalisateur oscarisé James Ivory adapte et scénarise Qui a tué mon père et En finir avec Eddy Bellegueule en une série télévisuelle, intitulée « The End of Eddy ».

## Éditions françaises
Éditions imprimées
- Édouard Louis, En finir avec Eddy Bellegueule : roman, Paris, éditions du Seuil, janvier 2014, 219 p., 21 cm (ISBN 978-2-02-111770-7, BNF 43749108)
- Édouard Louis, En finir avec Eddy Bellegueule, Paris, éditions Points, coll. « Points no P4092 », mai 2015, 203 p., 18 cm (ISBN 978-2-7578-5297-2, BNF 44326781)

Livre audio
- Édouard Louis, En finir avec Eddy Bellegueule, Paris, Audiolib, 14 mai 2014 (ISBN 978-2-35641-726-8, BNF 43819712)Narrateur : Philippe Calvario ; support : 1 disque compact audio MP3 ; durée : 4 h 42 min environ ; référence éditeur : Audiolib 8322244. Suivi d'un entretien avec l'auteur.

## Traductions
En 2014, le livre est traduit en italien par A. Cristofori et publié aux éditions Bompiani sous le titre Il caso Eddy Bellegueule, et en albanais par Anila Xhekaliu aux éditions Buzuku (Kosovo) sous le titre Mori fund Eddy Bellegueule. La traduction en néerlandais s'intitule Weg met Eddy Bellegueule  (ISBN 9789085425991).
En février 2015, il est traduit en espagnol par María Teresa Gallego et publié aux éditions Salamandra sous le titre Para acabar con Eddy Bellegueule, ainsi qu'en allemand sous le titre Das Ende von Eddy, aux éditions S. Fischer.
La traduction anglaise par Michael Lucey, publiée aux éditions Harvill Secker sous le titre The End of Eddy, est parue en librairie en février 2017.

## Adaptation cinématographique
En 2016, la réalisatrice Anne Fontaine commence le tournage d'un film intitulé Eddy Bellegueule, avec Finnegan Oldfield dans le rôle-titre, librement adapté du roman éponyme. Finalement, à sa sortie en 2017, le film est titré Marvin ou la Belle Éducation. Édouard Louis, dont ni le nom ni le titre du roman n'apparaissent au générique, déclare sur Twitter n'avoir « rien à voir avec le film ». Pourtant, son personnage présente une histoire personnelle qui a manifestement inspiré le film, et la biographie écrite par le héros dans le film est intitulée Qui a tué Marvin Bijoux ?.